# Supercoppa italiana 2015 (calcio femminile)
La Supercoppa italiana 2015 di calcio femminile è stata la 19ª edizione della Supercoppa italiana di calcio femminile, che ha visto la vittoria del Brescia sul Verona.

## Incontro
La finale si è disputata sabato 26 settembre 2015 alle ore 16.00 presso lo Stadio Ugo Lusetti di Castiglione delle Stiviere.
La sfida ha visto contrapposte il Verona, vincitore della Serie A 2014-2015 e il Brescia, vincitore della Coppa Italia 2014-2015 e detentore del trofeo 2014.
Il match è stato trasmesso in diretta da Odeon TV, canale 177 del digitale terrestre, ed ha visto la vittoria del Brescia sul Verona ai calci di rigore, dopo che i tempi regolamentari si erano conclusi a reti inviolate.

## Tabellino
| Arbitro: | Carmen Gaudieri (Battipaglia) |

|                                              |                      |                                      |
| Gabbiadini Bonetti Ledri Öhrström Di Criscio | Tiri di rigore 2 – 3 | Linari Rosucci Gama Girelli Sabatino |

| AGSM Verona | Brescia |

### Formazioni
| AGSM Verona: (4-3-3) |    |                     |  |     |
|                      |    |                     |  |     |
| P                    | 1  | Stéphanie Öhrström  |  |     |
| D                    | 3  | Michela Ledri       |  |     |
| D                    | 6  | Federica Di Criscio |  |     |
| D                    | 23 | Cecilia Salvai      |  |     |
| D                    | 20 | Claudia Squizzato   |  |     |
| C                    | 4  | Marta Carissimi     |  |     |
| C                    | 15 | Naila Ramera        |  | 83’ |
| C                    | 22 | Sandy Maendly       |  |     |
| A                    | 10 | Tatiana Bonetti     |  |     |
| A                    | 8  | Melania Gabbiadini  |  |     |
| A                    | 7  | Valeria Pirone      |  |     |
| A disposizione:      |    |                     |  |     |
| P                    | 12 | Rachel Harrison     |  |     |
| D                    | 5  | Desirè Marconi      |  |     |
| D                    | 25 | Veronica Belfanti   |  |     |
| A                    | 13 | Camilla Kur Larsen  |  | 83’ |
| A                    | 21 | Carlotta Baldo      |  |     |
| Allenatore:          |    |                     |  |     |
| Renato Longega       |    |                     |  |     |

| Brescia: (4-3-1-2) |    |                     |     |     |
|                    |    |                     |     |     |
| P                  | 1  | Chiara Marchitelli  |     |     |
| D                  | 13 | Sara Gama           |     |     |
| D                  | 3  | Roberta D'Adda      |     |     |
| D                  | 5  | Elena Linari        |     |     |
| C                  | 7  | Valentina Cernoia   | (c) |     |
| C                  | 16 | Chiara Eusebio      |     | 74’ |
| C                  | 6  | Martina Rosucci     |     |     |
| C                  | 11 | Barbara Bonansea    |     |     |
| A                  | 10 | Cristiana Girelli   |     |     |
| A                  | 9  | Daniela Sabatino    |     |     |
| A                  | 27 | Stefania Tarenzi    |     |     |
| A disposizione:    |    |                     |     |     |
| D                  | 4  | Lisa Boattin        |     |     |
| C                  | 8  | Lisa Alborghetti    |     | 74’ |
| P                  | 12 | Camelia Ceasar      |     |     |
| A                  | 15 | Annamaria Serturini |     |     |
| C                  | 21 | Laura Ghisi         |     |     |
| A                  | 23 | Martina Lenzini     |     |     |
| C                  | 24 | Elisa Mele          |     |     |
| Allenatore:        |    |                     |     |     |
| Milena Bertolini   |    |                     |     |     |